# Ținutul Mureș
Ținutul Mureș (denumirea propusă inițial fiind ținutul Alba Iulia) a fost unul din cele zece ținuturi înființate în 1938, prin Legea administrativă din 14 august, după ce regele Carol al II-lea a inițiat în România o reformă instituțională de tip fascist, modificând Constituția României, legea administrării teritoriale și introducând monopartidismul. Capitala ținutului Mureș a fost municipiul Alba Iulia. Guvernatorul („rezidentul”) ținutului a fost generalul Dănilă Papp. A fost desființat prin Decretul-Lege nr. 3219 din 21 septembrie 1940.

## Județe încorporate
În conformitate cu reforma administrativă și constituțională din anul 1938, cele 71 de județe au fost subordonate ținuturilor. Cele nouă județe care au compus ținutul Mureș au fost următoarele: 
- Alba
- Ciuc
- Făgăraș
- Mureș
- Odorhei
- Sibiu
- Târnava-Mare
- Târnava-Mică
- Turda

La 13 septembrie 1940, localitățile din județul Cluj, rămase în România după Dictatul de la Viena, au fost alipite județului Turda, rezultând un nou județ, numit Cluj-Turda, care a fost trecut în circumscripția ținutului Mureș.

## Stema
Conform Decretului Regal nr. 4285 din 13 decembrie 1938, stema ținutului Mureș consta din „Scutul împărțit în 9 cartiere, așezate câte trei, trei («équipollé»): primul rând albastru, aur, albastru; al doilea rând aur, roșu aur; al treilea rând albastru, aur, albastru. Înfățișează cele 9 județe ale ținutului, prin culorile predominante din stemele lor. Pe cartierul roșu din mijloc («abîme») coroana regală, simbolizând încoronarea la Alba Iulia a Regelui întregitor de neam Ferdinand I”. 

## Rezidenți regali
- gen. Dănilă Papp (13 august 1938[6][7] – 22 septembrie 1940[7])